# Edward Johnson
Edward Johnson (16. april 1816 – 2. marts 1873), også kendt som Allegheny Johnson var officer i den amerikanske hær og general i Sydstaternes hær under Den amerikanske Borgerkrig.

## De unge år
Johnson blev født på "Salisbury estate" nær Midlothian i Virginia, men hans familie flyttede snart til Kentucky. Han gik på West Point og fik eksamen efter fem års studier i 1830. Han blev udnævnt til midlertidig sekondløjtnant i 6. infanteriregiment og blev forfremmet til premierløjtnant efter mindre end et år. Han gjorde tjeneste i Seminolekrigene i Florida og derpå i Vesten. I den Mexicansk-amerikanske krig udmærkede Johnson sig i kamp ved Belejringen af Veracruz, Slaget ved Cerro Gordo, Slaget ved Churubusco, Slaget ved Molino del Rey og Slaget ved Chapultepec. Han blev midlertidigt forfremmet to gange, til kaptajn og major under krigen og blev tildelt en ceremoniel sabel af staten Virginia for sit mod. Johnson vendte tilbage til tjeneste i de vestlige grænseområder, hvor han gjorde tjeneste i Dakota territoriet, Californien, Kansas og i Utah krigen.

## Borgerkrigen
Efter at borgerkrigen var brudt ud, trådte Johnson ud af unionshæren og blev oberst i 12. Georgia infanteriregiment den 2. juli 1861. Regimentet kæmpede i general Robert E. Lees første kampagne i det vestlige Virginia i slagene ved Rich Mountain, Cheat Mountain, og Greenbrier River. Han blev forfremmet til brigadegeneral den 13. december 1861 og fik sit øgenavn, mens han kommanderede 6 infanteriregimenter i slaget ved Allegheny Mountain. (Denne styrke på størrelse med en brigade fik det prangende navn "Army of the Northwest".)
I vinteren 1861–1862 samarbejdede Johnsons hær med generalmajor Stonewall Jackson i de indledende faser af Jacksons Shenandoah kampagne. I Slaget ved McDowell blev Johnson alvorligt såret af en kugle i anklen, som var lang tid om at hele. Han vendte tilbage til Richmond for at rekonvalescere og blev der i næsten et år, hvor han var aktiv i det sociale liv. Selv om Johnson var tungt bygget, havde et råt udseende og en uforskammet karakter og stadig var ungkarl som 47-årig, havde han et ry som damernes mand. På grund af et sår, som han fik i Mexico, havde hans ene øje en ukontrollabel blinken, som fik mange kvinder til at tro, at han flirtede med dem. Han forårsagede tilstrækkelig megen opmærksomhed til at blive omtalt i Mary Chestnuts berømte dagbog.
I 1863 efter reorganiseringen af Army of Northern Virginia, der skulle opveje tabet af Stonewall Jackson efter Slaget ved Chancellorsville, blev Johnson forfremmet til generalmajor og fik kommandoen over "Stonewall's Division" i generalløjtnant Richard S. Ewell's 2. korps. Robert E. Lee var blevet utilfreds med den hidtidige kommandør i det forgangne slag og kaldte Johnson tilbage til fronten for at overtage kommandoen.
I maj 1863 var Johnson kommet sig tilstrækkeligt til at lede sin division i Gettysburg kampagnen. Han havde fortsat brug for en tung valnøddestok for at bevæge sig omkring til fods (og var kendt for at bruge den på folk, som han mente prøvede at undgå kamp), og hans mænd gav ham tilnavnet "Old Clubby". På vej nordpå ind i Pennsylvania besejrede Johnson general Robert H. Milroy i det Andet slag ved Winchester. Johnson ankom til Slaget ved Gettysburg om aftenen den første dag, 1. juli 1863. Ewell valgte ikke at lade Johnson angribe Cemetery Hill samme aften, hvor det kunne have været afgørende for slagets udfald. Johnston afstod ligeledes kontroversielt fra at angribe Culp's Hill den aften, hvilket hans ordrer ellers åbnede mulighed for. I stedet var det Johnsons division, der først og fremmest angreb Culp's Hill på 2. og 3. dagen af slaget, og den indkasserede store tab ved at angribe denne uigennemtrængelige stilling adskillige gange uden at opnå varige resultater.
I efteråret 1863 spillede Johnson en fremtrædende rolle i Mine Run kampagnen.
I Overland kampagnen i 1864 kæmpede Johnson godt i Slaget ved the Wilderness, og da generalløjtnant James Longstreet blev alvorligt såret dér, overvejede Robert E. Lee at udnævne ham til afløser som korpskommandør. Under Slaget ved Spotsylvania Court House den 12. maj 1864 ved "Bloody Angle" sektionen af Sydstaterness "Mule Shoe" linje blev Johnson taget til fange sammen med det meste af sin division. Han sad som fange i Morris Island ud for kysten ved Charleston i South Carolina og blev udvekslet den 3. august 1864. Han blev sendt vestpå for at slutte sig til generalløjtnant John Bell Hoods Army of Tennessee, hvor han kommanderede en division i generalløjtnant Stephen D. Lees korps. Under Franklin-Nashville kampagnen blev Johnson igen taget til fange i Slaget ved Nashville den 6. december 1864. Igen tilbragte han måneder i en krigsfangelejr på Johnson's Island i Eriesøen. Ved krigens slutning blev Johnson flyttet til Old Capitol Prison i Washington, D.C., hvor han blev anklaget for på en eller anden måde at være involveret i mordet på Abraham Lincoln. Der kom ikke noget ud af beskyldningerne, og han blev løsladt den 22. juli 1865.

## Efter krigen
Efter krigen var Johnson landmand i Virginia. Han var aktiv i sydstatsveteranernes aktiviteter, herunder tidlige bestræbelser på at få opført et monument over Robert E. Lee i Richmond. Han døde i Richmond, og hans lig lå på lit-de-parade i statens hovedstad, indtil han blev begravet på Hollywood Cemetery.